# Bod obnovy
Punct de restaurare (în {cs|Bod obnovy}}) este un film thriller dramatic științifico-fantastic cyberpunk din 2023 realizat de regizorul ceh Robert Hloz în debutul său regizoral. Filmul este o coproducție între Republica Cehă, Slovacia, Polonia și Serbia. Rolurile principale au fost interpretate de actorii Andrea Mohylová, Matěj Hádek⁠(d) și Václav Neužil⁠(d). Povestea are loc în Praga, în viitor, când progresul științific va oferi o modalitate de a resuscita persoanele ucise sau victimele accidentelor.
Premiera filmului a avut loc în cadrul Festivalului Internațional de Film de la Karlovy Vary din 2023 la care a participat și președintele ceh Petr Pavel.
A avut 9 nominalizări la Premiile Leul Ceh, din care a câștigat 5: Cea mai bună imagine (Filip Marek), Cel mai bun montaj (Jarosław Kamiński), Cel mai bun sunet (Jan Šulcek, Lukáš Ujčík, Samuel Jurkovič), Cea mai bună scenografie de film (Ondřej Lipenský) și Premiul fanilor de film (Robert Hloz).

## Rezumat
În 2041, din cauza inegalității sociale și a creșterii criminalității violente, oamenii din Europa Centrală au dreptul constituțional de a fi reînviați în caz de moarte nenaturală. Când cineva moare violent, tehnologia inovatoare Restore Point (punct de recuperare/restaurare) îl reînvie, cu condiția ca persoana respectivă să-și fi salvat în mod obișnuit datele creierului la fiecare 48 de ore. Facilitatea este operată de Institutul de Restaurare. Tânăra detectivă Emma (Em) Trochinowska, un ofițer de poliție ambițios și respectat, se află pe urmele unui grup numit "Râul vieții" care se răzvrătește împotriva tehnologiei "nenaturale" a învierii prin perturbarea vieții civile prin comiterea de atacuri teroriste.
După ce omul de știință care a dezvoltat tehnologia de recuperare, David Kurlstat, și soția sa sunt uciși, Em este nedumerită că tocmai acesta, dintre toți oamenii, nu a avut un punct de recuperare valid cu care să fie reînviat.

## Distribuție

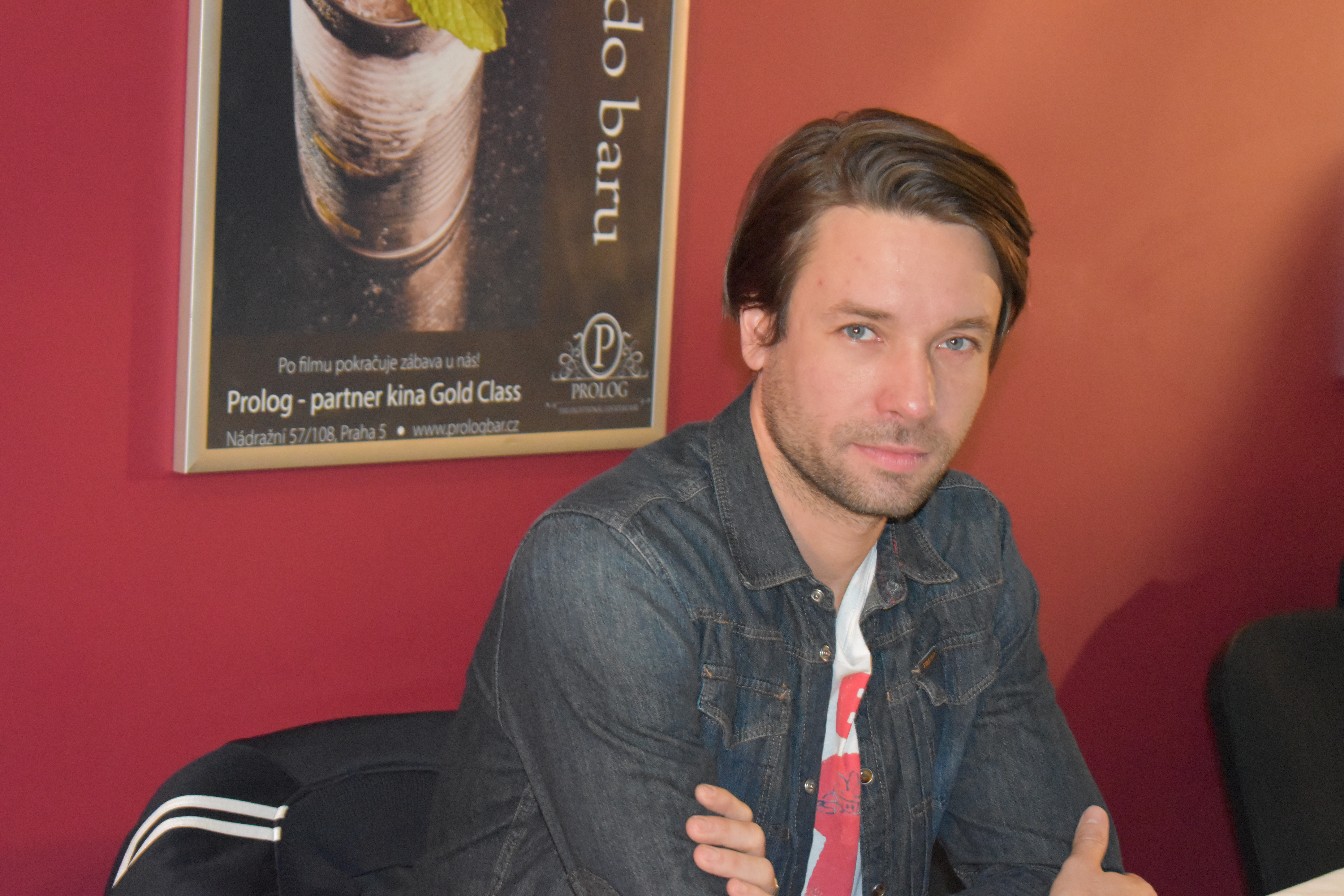
Václav Neužil îl interpretează pe agentul Mansfeld

- Andrea Mohylová – Emma „Em” Trochinowska
- Matěj Hádek – David Kurlstat
- Václav Neužil⁠(d) – agentul Mansfeld
- Milan Ondrík – Viktor Toffer
- Karel Dobrý⁠(d)– Rohan
- Agáta Kryštůfková – Dr. Petra Legerová
- Katarzyna Zawadzka⁠(pl)[traduceți] – Kristina Kurlstatova
- Jan Vlasák⁠(cs)[traduceți] – Căpitan
- Iveta Dušková – Dudková
- Richard Stanke⁠(cs)[traduceți] – Richard
- Adam Vacula⁠(cs)[traduceți] – Peter Trochinowski
- Jan Jankovský – Jan Zima

## Producție
Bod obnovy a fost regizat de Robert Hloz în debutul său regizoral (după scurtmetrajele sale Mlýn, Numere, Prechodne Vedomi și Minciuni).
Scenariul a fost scris de Tomislav Čečka și Zdeněk Jecelín.
Filmul a fost creat aproape nouă ani din ideea originală a regizorului Robert Hloz și a scenaristului Tomislav Čečka.  De la început, au avut dificultăți de producție cu finanțarea unui proiect solicitant cu un regizor debutant. A fost filmat în principal în Praga, cu toate acestea, filmul reprezintă o metropolă nedefinită a viitorului. Bugetul filmului a fost de 45 de milioane de coroane, la care au participat producători din Cehia, Slovacia , Polonia și Serbia. Efectele speciale digitale au fost create de Magiclab.

### Distribuție și filmare
Actorul ceh de teatru, film și televiziune și  câștigător al premiului Leul Ceh, Karel Dobrý⁠(d), cunoscut pentru rolul răufăcătorului Matthias din filmul Misiune: Imposibilă, din miniserialul științifico-fantastic Copiii Dunei de Frank Herbert⁠(d) și serialul TV Carnival Row, apare în acest film ca Rohan, șeful Institutului de Restaurare, în timp ce Agáta Kryštůfková a fost distribuită ca asistenta sa.

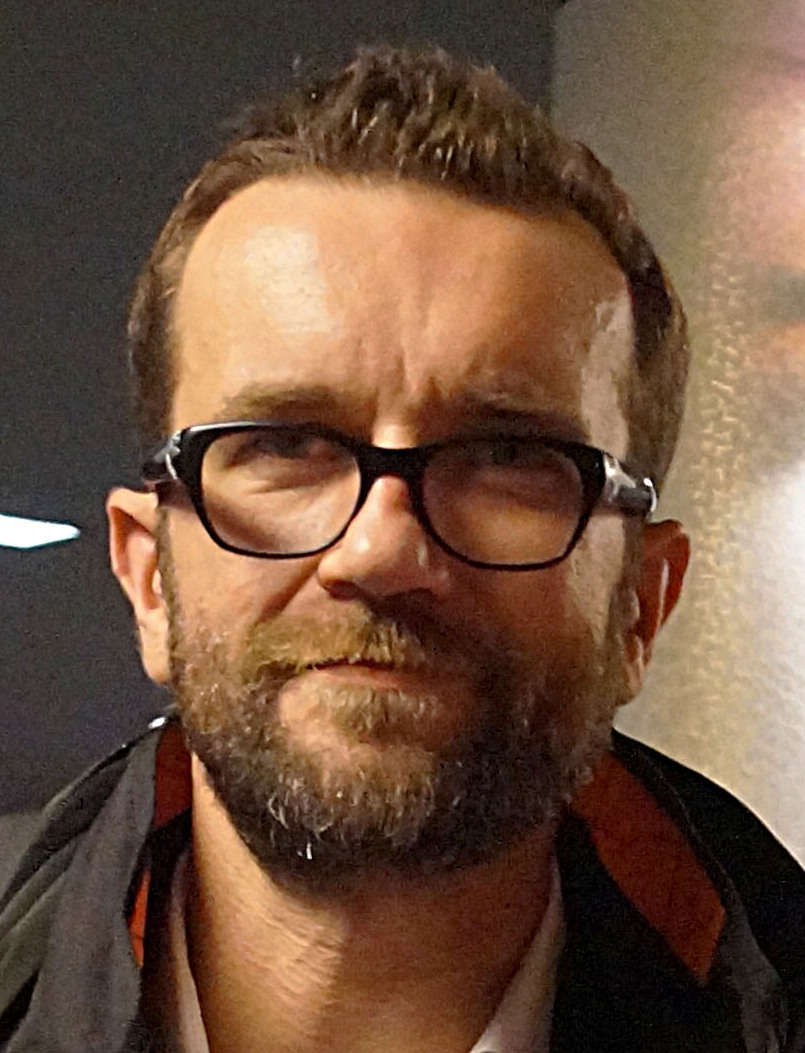
Tomasz Kot

Actorul polonez Tomasz Kot⁠(d), actor de teatru și film cunoscut pentru filme precum Tablou de vânătoare, Războiul rece, A Perfect Enemy⁠(d) și Żeby nie było śladów, are un alt rol principal. Debutanta Andrea Mohylová a preluat rolul principal feminin, interpretând-o pe Emma Trochinowska sau „Em” pe scurt. Matěj Hádek joacă rolul șefului de cercetare al institutului, David Kurlstat, care a fost ucis împreună cu soția sa și al cărui caz este investigat. Jan Vlasák plays Em's superior and Václav Neužil appears as a colleague from another department
Jan Vlasák joacă rolul superiorului lui Em, iar Václav Neužil apare ca un coleg dintr-un alt departament. În alte roluri apar Milan Ondrík ca un terorist fugar și Lech Dyblik într-un rol minor.
Filmările principale au avut loc în Republica Cehă, Slovacia și Polonia.

### Lansare
Filmul a avut premiera la 3 iulie 2023, la Festivalul Internațional de Film de la Karlovy Vary. Proiecțiile sale au început la Festivalul Internațional de Film Fantastic de la Neuchâtel în ziua următoare. Ulterior, filmul a fost prezentat și la Festivalul Internațional de Film Fantasia la sfârșitul lunii iulie și începutul lunii august 2023.
A fost lansat în cinematografele cehe la 21 septembrie 2023 de către distribuitorul intern Bioscop.
XYZ Films a devenit distribuitorul filmului pe diverse piețe (inclusiv Statele Unite, Canada, Australia, Germania sau Austria). The film was released on Netflix and Home media⁠(d) on 24 January 2024.

## Recepție

### Răspuns critic
Filmul a fost descris ca un „Blade Runner ceh” de către critici pentru estetica sa cyberpunk retro-futuristă.
The Guardian a descris filmul ca fiind „o copie competentă, dar inconfundabil sintetică”, „înșurubată din foarte multe părți care au fost împrumutate” care  „uită să-și găsească propriul nucleu filosofic” și a primit trei stele din cinci.

### Distincții
| Premii                                                          | Categorie                 | Subiect       | Rezultat     |
| --------------------------------------------------------------- | ------------------------- | ------------- | ------------ |
| Festivalul Internațional de Film Fantastic de la Neuchâtel 2023 | Competiția internațională | Restore Point | Nominalizare |